# 張坰淳

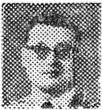
1961年

張 坰淳（チャン・ギョンスン、朝鮮語: 장경순、1922年または1923年3月23日 - 2022年7月18日）は、大韓民国の政治家、陸軍軍人、柔道家（2004年9月より名誉十段）、実業家。第6・7・8・9・10代韓国国会議員、第6・7・8代国会副議長、元農林部長官。
本貫は仁同張氏。号は霞原 （ハウォン、하원）。

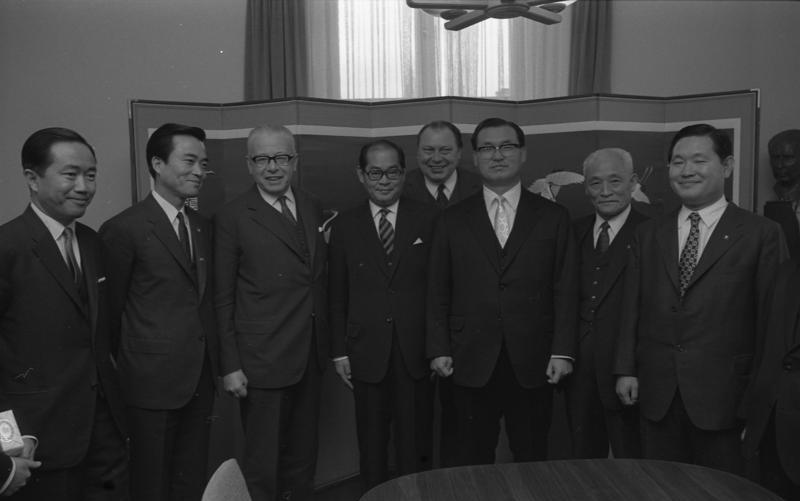
1970年

## 経歴
日本統治時代の朝鮮で全羅北道の金堤に生まれた。東洋大学専門部拓殖科卒業。全北中高等学校で体育教師を務めた後、陸軍士官学校（7期特別班）、陸軍大学を卒業した。その後、陸軍情報学校校長、陸軍本部教育処長、陸軍士官学校参謀長、国家再建最高会議最高委員、農林部長官、国家再建最高会議運営分科委員長を務めた。特に農林部長官への就任は5・16軍事クーデター当日、出動を躊躇した空挺部隊の隊員たちを激励したからだと言われる。
第6代総選挙に民主共和党の公認で立候補して当選し、その後も4期議員の職を務めた。1963年12月17日から1972年10月17日まで、第6・7・8代国会の副議長を務めた。また、大韓柔道会会長、国際柔道連盟副会長、共和党中央委員長、大韓民国憲政会副会長・会長を務めたこともある。1980年代以降は新軍部からの公職の提案を一切断り、妻と共に済州島に移住した。その後は実業家に転身し、コリアナチュラルウォーターズ株式会社、サムホ実業などの経営を行った。
晩年の2016年1月に在郷軍人会会長選挙への出馬をインタビューで表明したが、結局は不出馬し、同年3月に憲政会元老会議議長に就任した。また、同年のインタビューで、在郷軍人会は会長の不正選挙事件により検察の捜査を受けて、内紛が発生したことについて、監督機関の国家報勲処の責任が大きいと批判した。
2022年7月18日に死去。享年100。

## エピソード
10代で柔道を始めたため、講道館で三船久蔵と徳三宝を師匠として仕えたことがある。また、同じく柔道の達人である政治家の辛道煥とは日本留学中、学校こそ異なるが同じ下宿室に住んでいた仲である。
第二次世界大戦中は故郷の警察が書いた「父親の危篤を知らせる手紙」に偽った赤紙により蘇州に本部があった中支派遣軍の日本軍第60師団に学徒兵として従軍した。現地では国府軍が庶民の家に強盗を働く一方、八路軍は庶民の財産を侵害しないことを目撃したため、自然と民心が毛沢東の方に傾き、蒋介石は台湾に追い出されたというふうに言った。
また、蒋介石が台湾で行った腐敗の取締を高く評価している。『月刊朝鮮』によるインタビューでは、台湾へ渡った蒋介石は国軍の不正腐敗を調査させたら、その中心的な人物は次男（蔣緯国）の妻だと分かった。そのため、蒋はその女性を食事会に誘い出し、「国が生きるために君が死ななければならない」と言い、拳銃1丁が入った箱をプレゼントした。その後、次男の妻はその拳銃で自決し、台湾の官吏の不正が減り、綱紀が良くなったという逸話を紹介した。